# Till Fechner
 (novembre 2018).
Si vous disposez d'ouvrages ou d'articles de référence ou si vous connaissez des sites web de qualité traitant du thème abordé ici, merci de compléter l'article en donnant les références utiles à sa vérifiabilité et en les liant à la section « Notes et références ».
Till Fechner est un artiste lyrique français, baryton-basse. 

## Études
Till Fechner est né à Versailles (France) de parents allemands. Artiste pluridisciplinaire, il s'est consacré très jeune à l'étude du piano, au théâtre et à la danse. Il a exercé ces diverses disciplines avant de rencontrer la soprano Janine Devost dans les années 1980. Doué d'une voix de basse naturellement placée, il donne ses tout  premiers récitals à Paris quelques mois seulement après ses premiers cours.
En 1986, il entre au Conservatoire national supérieur de musique et de danse de Paris dans la classe de Peter Gottieb. Il quitte le Conservatoire en 1989, muni d'un Prix de chant à l'unanimité. Durant ces années d'étude, les caractéristiques de sa voix se sont précisées : tessiture tendant vers le baryton, souplesse, agilité, l'ont amené à étudier avec Peter Gottlieb le répertoire romantique et pré-romantique, faisant de lui un interprète adapté à l'écriture italienne des XVIIIe et XIXe siècles.
Il parachève sa formation en réintégrant le Conservatoire National de Musique de Paris en 1991 dans la classe d'Art Lyrique de Bernard Broca et en suivant un cycle de perfectionnement consacré au répertoire rossinien sous la direction d'Anna Maria Bondi, puis en intégrant l'École de chant de l'Opéra de Paris. D'autres rencontres lui permettront de se perfectionner, plus précisément celles qu'il fera avec Valérie Masterson, Laura Sarti, Alberto Zedda, Regina Resnik.
En 1993, il est lauréat du Concours international de chant de la ville de Toulouse et fait ses débuts à l'Opéra national de Paris dans Alceste de Glück (le Hérault / Thanatos). Il se produit régulièrement à l'Opéra de Paris sous l'ère Hugues Gall ; ce dernier l'engage successivement dans Tosca et Manon Lescaut de Puccini, La Cenerentola et l'Italiana in Algieri de Rossini, Faust de Gounod, Don Carlo de Verdi, La Dame de Pique de Tchaikovsky.

## Carrière
Artiste original, au croisement des deux cultures (française et germanique) dont il a hérité, et de la culture italienne que sa voix lui a permis de servir, il se produit sur les plus grandes scènes lyriques françaises et européennes, avec un goût évident pour le travail scénique. Il est ainsi le Masetto (Don Giovanni) de la production de Peter Brook et Claudio Abbado qui a fêté le cinquantième anniversaire du Festival d'Aix-En-Provence, et qui a été reprise en tournée à Stockholm, à l'Opéra National de Lyon, à Bruxelles, au Piccolo Teatro de Milan et à Tokyo en 1998-1999. Il a également tissé des liens étroits avec d'autres metteurs en scène tels qu'André Engel, Giorgio Barbiero-Corsetti, Jean-Claude Berutti, Andrei Serban, Jean-François Sivadier, Omar Porras (pour L'Elisir d'Amore), Charles Tordjman dans Der Kaiser Von Atlantis donné à l'Opéra National de Lorraine et à la Cité de la Musique de Paris en 2004. Cette œuvre bouleversante de Viktor Ullmann trouvait en Till Fechner (La Mort) un interprète d'une sensibilité vraiment fascinante tant sur le plan musical que sur le plan théâtral, largement salué par la critique.
Mais c'est au bel canto, et plus exactement à Rossini, que Till Fechner a consacré l'essentiel de son travail, et ce dès ses années d'étude. En 1992, il étudie avec Alberto Zedda au Rossini Opera Festival de Pesaro dans le cadre de l'Académie Rossini, laboratoire très pointu du chant rossinien.
Sous la direction du même Alberto Zedda, éminent spécialiste de Rossini, il participe en 1997 à la re-création en France du Viaggio a Reims.Il aura par la suite l'occasion de retrouver cet ouvrage, pourtant si rare sur les scènes lyriques, au Musiktheater im Revier de Gelsenkirchen (Allemagne) où il en chantera 28 représentations dans le rôle de Lord Sydney.
Ses autres rôles rossiniens sont : Alidoro dans La Cenerentola, Blansac dans La Sacala di Seta, Selim dans Il Turco in Italia, Norton dans La Cambiale di Matrimonio (dont il existe un enregistrement studio réalisé chez ADDA), Mustafà dans l'Italiana in Algeri, Zambri dans Ciro in Babilonia, il Conte Asdrubale dans La Pietra del Paragone.
Influencé directement par le courant musicologique qu'on a appelé dans les années 1980 la "Rossini renaissance", Till Fechner a développé toutes les caractéristiques de virtuosité et de tessiture de ce qu'on appelle la basse colorature.
Depuis mars 2015, Till Fechner est directeur artistique de la Compagnie l'Étrange Boutique, structure de création pluridisciplinaire en musique et en théâtre.